# Episodi di True Blood (quinta stagione)
La quinta stagione della serie televisiva True Blood, composta da 12 episodi, è stata trasmessa sul canale statunitense HBO dal 10 giugno al 26 agosto 2012.
In Italia, la stagione è andata in onda in prima visione sul canale satellitare Fox dal 23 ottobre 2012 all'8 gennaio 2013.
Durante questa stagione entrano nel cast principale Denis O'Hare (rientro), Scott Foley, Lucy Griffiths, Christopher Meloni e Valentina Cervi, mentre ne escono Jim Parrack, Denis O'Hare, Janina Gavankar, Scott Foley, Christopher Meloni e Valentina Cervi. William Sanderson, Adina Porter, Mariana Klaveno e Kevin Alejandro ricompaiono come guest star. Kelly Overton, Robert Patrick, Aaron Christian Howles, Noah Matthews e Tara Buck compaiono come guest star.
| nº | Titolo originale                  | Titolo italiano        | Prima TV USA   | Prima TV Italia  |
| -- | --------------------------------- | ---------------------- | -------------- | ---------------- |
| 1  | Turn! Turn! Turn!                 | Estremi rimedi         | 10 giugno 2012 | 23 ottobre 2012  |
| 2  | Authority Always Wins             | Autorità               | 17 giugno 2012 | 30 ottobre 2012  |
| 3  | Whatever I Am, You Made Me        | Negoziazioni           | 24 giugno 2012 | 6 novembre 2012  |
| 4  | We'll Meet Again                  | Progenie               | 1º luglio 2012 | 13 novembre 2012 |
| 5  | Let's Boot and Rally              | Tracce del passato     | 8 luglio 2012  | 20 novembre 2012 |
| 6  | Hopeless                          | L'esecuzione           | 15 luglio 2012 | 27 novembre 2012 |
| 7  | In the Beginning                  | Anarchia               | 22 luglio 2012 | 4 dicembre 2012  |
| 8  | Somebody That I Used to Know      | La nuova fede          | 29 luglio 2012 | 11 dicembre 2012 |
| 9  | Everybody Wants to Rule the World | Venti di guerra        | 5 agosto 2012  | 18 dicembre 2012 |
| 10 | Gone, Gone, Gone                  | Dimentica              | 12 agosto 2012 | 25 dicembre 2012 |
| 11 | Sunset                            | Caccia alle fate       | 19 agosto 2012 | 1º gennaio 2013  |
| 12 | Save Yourself                     | Fino all'ultima goccia | 26 agosto 2012 | 8 gennaio 2013   |

## Estremi rimedi
- Titolo originale: Turn! Turn! Turn!
- Diretto da: Daniel Minahan
- Scritto da: Brian Buckner

### Trama
Lafayette e Sookie stanno ripulendo la cucina di casa Stackhouse dai resti di Tara e Debbie quando arriva Pam. Sookie e la vampira fanno un accordo: se Pam trasformerà Tara, Sookie sistemerà le cose tra lei ed Eric, così Pam e Tara vengono seppellite insieme nel giardino di Sookie. Bill ed Eric vengono arrestati dall'Autorità mentre tentano di fuggire con dei documenti falsi avuti dalla sorella di Eric, Nora. Il reverendo Steve Newlin, trasformatosi in vampiro, va da Jason e gli confessa di essere un "vampiro americano gay", innamorato di lui fin dall'inizio; la conversazione viene interrotta da Jessica che caccia via Newlin. Sam viene catturato dal branco di Marcus e si dichiara colpevole dell'omicidio di quest'ultimo per proteggere Alcide. Avvertito da Luna, Alcide va in suo soccorso e ammette la sua reale colpa di fronte al branco. Jessica tiene una festa a casa sua con degli studenti del college locale. Quando Jason arriva e la vede flirtare con un altro ragazzo, si rende conto che Jessica ha sempre voluto solo un'avventura con lui e pensa alla sua amicizia con Hoyt che non sarà mai più la stessa. Andy viene sorpreso a letto con Holly dai figli di quest'ultima. Terry riceve una visita da un suo vecchio amico marine e si comporta in modo isterico e maleducato con quest'ultimo a causa di un segreto che non viene ancora rivelato. Alcide fa visita a Sookie a causa di Russell Edgington che, liberatosi dalla prigione di cemento e argento di Bill ed Eric, teme possa far del male a quest'ultima per vendetta. Alcide tenta di convincere Sookie ad andare a vivere con lui per proteggerla, ma lei rifiuta l'offerta e quasi gli rivela di aver ucciso Debbie, ma viene fermata in tempo da Lafayette. Dopo la visita di Alcide, Sookie e Lafayette aspettano che il sole tramonti così da poter vedere se la trasformazione di Tara è andata a buon fine: inizialmente, credono che l'amica sia morta e sono presi dalla disperazione, ma poco dopo Tara esce dalla terra in un lampo e tenta di attaccare Sookie.
- Guest star: Dale Dickey (Martha Bozeman), Kelly Overton (Rikki), Conor O'Farrell (Giudice Clemmons), Louis Herthum (JD Carson), Brendan McCarthy (Nate), Jamie Gray Hyder (Danielle), Cherilyn Rae Wilson (Cammy), Zoran Korach (Hayes), Aaron Christian Howles (Rocky Cleary), Noah Matthews (Wade Cleary), Ken Luckey (Zander).
- Ascolti USA: telespettatori 5.201.000[3]

## Autorità

I membri dell'Autorità.

- Titolo originale: Authority Always Wins
- Diretto da: Michael Lehmann
- Scritto da: Mark Hudis

### Trama
Eric e Bill affrontano con intelligenza e furbizia gli interrogatori spietati dell'Autorità a New Orleans. I due propongono uno scambio al Guardiano: risparmiare le loro vite in cambio del loro aiuto nel fermare Russell Edgington. Nel frattempo, Pam ha dei flashback del suo primo incontro con Eric nel 1905 a San Francisco: il vampiro l'aveva salvata da uno stupratore. Alcide volta le spalle al branco di licantropi di Shreveport. La nonna di Emma, Martha, mette a dura prova il rapporto tra Sam e Luna. Martha dice a Luna di essere sicura che sua nipote sia un licantropo. Luna non ci crede, ma quando trova Emma trasformata in un cucciolo di lupo, rimane scioccata. Steve Newlin offre a Jessica del denaro perché lasci che Jason diventi "suo", ma la vampira lo informa che non lascerà mai andare i suoi amici. Jason va a casa di Hoyt per chiedere perdono, ma il ragazzo si rifiuta di tornare suo amico. Maxine, tuttavia, è segretamente grata a Jason perché Hoyt ha lasciato Jessica. Sookie e Lafayette hanno notevoli difficoltà a mantenere sotto controllo Tara, che è diventata una vampira psicopatica. Riescono a farla dormire nel rifugio di Eric per tutto il giorno, ma la sera Tara si sveglia e scappa nel bosco.
- Guest star: Dale Raoul (Maxine Fortenberry), Tara Buck (Ginger), Dale Dickey (Martha Bozeman), Kelly Overton (Rikki), Brian Geraghty (Brian Eller), Louis Herthum (JD Carson), Christopher Heyerdahl (Dieter Braun), Carolyn Hennesy (Rosalyn Harris), Peter Mensah (Kibwe Akinjide), Jacob Hopkins (Alexander Drew), John Rezig (Kevin), Henri Lubatti (Nigel Beckford), Cherilyn Rae Wilson (Cammy), Todd Giebenhain (Clerk).
- Ascolti USA: telespettatori 4.417.000[4]

## Negoziazioni
- Titolo originale: Whatever I Am, You Made Me
- Diretto da: David Petrarca
- Scritto da: Raelle Tucker

### Trama
Tara si ritrova a vagare nel bosco, inseguita inutilmente da Lafayette e Sookie. Tara, seminati i due, incontra una ragazza e cerca di aggredirla ma vedendo la sua immagine riflessa, decide di scusarsi e scappar via. Intanto Bill ed Eric si trovano a dover affrontare le opinioni contrastanti del consiglio, ma alla fine il Guardiano, appoggiato da Salome decide di dare la possibilità ai due di recuperare Russell Edgington. Dopo aver mandato via Bill ed Eric viene presentato il reverendo Steve Newlin come nuovo portavoce dell'autorità al posto di Nan Flanagan. Dopo la fuga di Tara, Sookie cerca di convincere Pam a richiamarla, essendo la sua creatrice, ma questa si rifiuta. Bill ed Eric vengono dotati di una pettorina elettronica in grado di controllarli e di ucciderli all'istante nel caso in cui decidano di togliersela o non obbedire agli ordini. Mentre Sookie e Lafayette cercano di capire come trovare Tara, lei chiede aiuto a Sam, il quale le offre bottiglie di True Blood per poterla sfamare, e gli fa promettere di non dire a nessuno dove si trovi. Lo sceriffo Bellefleur viene preso in giro dai colleghi per una foto che lo ritrae nudo a casa di Holly e nello stesso momento arrivano i genitori di Debbie. Al supermercato Jason incontra la signora Steeler che non vedeva da anni e si intrattiene in un rapporto che però gli porta solo confusione emotiva. Terry decide di partire con Patrick e avvisa la moglie Arlene, a cui però non rivela nulla. In quel momento arrivano Sookie e Lafayette che chiedono di Tara; Sookie va a chiedere informazioni a Sam e scopre, attraverso la lettura del pensiero, che ha nascosto Tara nel congelatore. Tornano i flashback di Pam in cui si vede il primo incontro tra Eric e Bill, insieme a Lorena e la notte d'amore tra Eric e Pam in cui quest'ultima, tagliandosi le vene, si farà trasformare in vampira. Lo sceriffo Bellefleur interroga Sookie riguardo alla scomparsa di Debbie e successivamente chiede alla cameriera Holly di fare coppia fissa. Salome esercita le sue arti seduttive prima su Bill, per tentare di estorcergli informazioni e carpirne la fiducia, poi su Eric, al quale cerca di far credere che Nora sia morta. Mentre fa shopping, Jessica incontra un ragazzo dall'odore stranamente irresistibile e lo insegue, ma senza successo; così va da Jason ma quest'ultimo chiede di avere un'amica vicino e non un'amante. Sotto tortura, Nora confessa di essere sanguinista. Bill ed Eric scoprono di aver ricevuto le stesse attenzioni da parte di Salome. Lafayette fa scappare Tara dal Merlotte, dove tutti scoprono che si è trasformata in vampira; in un momento di rabbia, l'uomo intravede nello specchio la sua parte oscura, il demone passatogli da Jesus; Sookie decide di raccontare tutto ad Alcide, e gli confessa di aver ucciso Debbie. Intanto, Tara è riuscita ad entrare in un centro estetico e ad azionare una lampada solare, con la quale tenta di uccidersi.
- Guest star: Mariana Klaveno (Lorena Krasiki), Melinda Page Hamilton (Jill Steeler), Peter Mensah (Kibwe Akinjide), Jacob Hopkins (Alexander Drew), Carolyn Hennesy (Rosalyn Harris), Christopher Heyerdahl (Dieter Braun), Tanya Wright (Kenya Jones), Tess Alexandra Parker (Rosie), John Rezig (Kevin Ellis), Tina Majorino (Molly), Linda Purl (Barbara Pelt), Steve Rankin (Gordon Pelt), Giles Matthey (Claude Crane), Anastasia Ganias (Tracy Togs).
- Ascolti USA: telespettatori 4.661.000[5]

## Progenie
- Titolo originale: We'll Meet Again
- Diretto da: Romeo Tirone
- Scritto da: Alexander Woo

### Trama
Pam salva Tara e le ordina, in quanto sua creatrice, di non provare più a suicidarsi. La porta dunque al Fangtasia dove le insegna a nutrirsi di umani senza ucciderli. Bill ed Eric tornano a Bon Temps con l'intento di trovare chi ha aiutato Russell Edginton a scappare. Eric decide di liberare Pam dal loro legame di sangue in quanto vuole che lei viva e sia una brava creatrice, in questo modo cerca dunque di allontanarla da Edginton e dall'Autorità. Sookie è sconvolta per l'omicidio di Debbie Pelt e dopo aver detto tutto ad Alcide litiga con Lafayette. Quest'ultimo, non in sé, tramite la magia manomette l'auto di Sookie, che riesce a salvarsi saltandone fuori all'ultimo minuto. Ancora più sconvolta e convinta di aver rovinato la vita a molte persone, torna a casa, dove si ubriaca. Riceve quindi una visita da Alcide, che le racconta di aver raccontato ai genitori di Debbie che la figlia è stata uccisa non da Sookie, ma da Marcus Bozeman. Sookie lo ringrazia e lo invita a rimanere per un drink. Ubriachi, i due iniziano a baciarsi, il tutto sotto gli occhi sia di Bill che di Eric che assistono alla scena, apparentemente senza alcun interesse, da fuori. Nel frattempo, nel quartier generale dell'Autorità, Nora confessa la presenza di un secondo traditore tra i cancellieri: questo si rivela essere Alexander Drew, il cancelliere vampiro con l'aspetto di un bambino, che dunque viene ucciso da Roman. Sam riceve la visita di due vecchi amici mutaforma (quelli con cui correva assieme a Luna) che lo convincono a passare una serata assieme; ma quando li raggiunge a casa loro, li trova morti. Patrick e Terry vanno alla ricerca del loro vecchio commilitone. Jason e lo sceriffo Bellefleur, invitati dal giudice Clemmons, si trovano ad un festino di fate dove il ragazzo incontra la cugina Hadley che lo mette in guardia su quello che i vampiri potrebbero fare alla sorella, proprio come è successo ai suoi genitori. Jason sconvolto chiede spiegazioni ma viene buttato fuori dalla festa.
- Guest star: Brian Geraghty (Brian Eller), John Rezig (Kevin), Carolyn Hennesy (Rosalyn Harris), Peter Mensah (Kibwe Akinjide), Christopher Heyerdahl (Dieter Braun), Jacob Hopkins (Alexander Drew), Lindsey Haun (Hadley Hale), Kristina Anapau (Maurella), Chris Butler (Emory), Christina Moore (Suzanne), Linda Purl (Barbara Pelt), Steve Rankin (Gordon Pelt), Conor O'Farrell (Giudice Clemmons), Brianna Brown (Leda).
- Ascolti USA: telespettatori 4.541.000[6]

## Tracce del passato
- Titolo originale: Let's Boot and Rally
- Diretto da: Michael Lehmann
- Scritto da: Angela Robinson

### Trama
Sookie e Alcide stanno per avere un rapporto sessuale, quando Sookie, ancora ubriaca, si sente male e gli vomita sulle scarpe. Bill ed Eric, dopo aver assistito divertiti, chiedono alla ragazza di aiutarli nella ricerca di Russell. Lei accetta a malincuore, e dice che non avrà mai una vita normale. Incapace di affrontare il demone che è dentro di lui, Lafayette chiede aiuto a Jesus. Poche ore più tardi si sveglia spaventato e vede la testa di Jesus con le labbra cucite accanto al suo letto. Patrick e Terry sono tenuti in ostaggio in un bunker dal loro compagno di guerra in Iraq: Brian Eller; questi afferma che una donna da loro uccisa, subito prima di morire, li aveva maledetti tutti, evocando l'ʿIfrīt, un demone di fuoco, perché uccidesse loro e tutti i loro familiari. Jason si sveglia da un sogno inquietante dove i suoi genitori stavano facendo colazione con Sookie bambina e avevano dei morsi di vampiro sul collo, dai quali sanguinavano copiosamente. Jason e Andy vengono inviati ad indagare sull'omicidio degli amici di Sam, i mutaforma Suzanne ed Emory. Sam va da Luna e la informa che i loro amici sono stati uccisi. Appena fuori dalla porta, Sam trova alcuni uomini armati su una jeep, che iniziano a sparargli addosso. Sam viene ferito e cade a terra, Luna accorre per vedere cosa sta succedendo, ma viene colpita a morte; anche Emma esce dalla casa, ma riesce a trasformarsi in lupo e a scappare. Intanto, nello scantinato, Terry dice a Eller che ha ragione e lo convince a liberarli. Subito dopo, Patrick colpisce Eller e lo lega alla sedia lasciandolo all'Ifrit che lo uccide. Jessica dà consigli a Tara sull'essere delle vampire e le chiede di essere sua amica. Quando, però, Jessica scopre Tara che si nutre di Hoyt si infuria e l'attacca. Nel parcheggio dove è stato sepolto Russell, Sookie usa i suoi poteri di fata per scoprire, risvegliando i ricordi di Doug, il dipendente di Alcide che si trovava lì, cosa è accaduto la sera che Russell è fuggito e chi sia il responsabile della sua fuga. La ragazza scopre che è stata una donna dell'Autorità. In seguito Sookie scopre il luogo dove si rifugia Russell e, assieme ad Alcide, Eric e Bill, e lo stesso Doug, lo raggiunge. All'interno dell'edificio trovano delle vittime da usare come cibo e, infine, un Russell ancora convalescente. Eric gli dice che sono venuti a finire quello che avevano cominciato un anno prima e il vampiro gli risponde di fare del loro meglio. Subito dopo qualcuno li attacca alle spalle.
- Guest star: Alfre Woodard (Ruby Jean Reynolds), Kevin Alejandro (Jesus Velasquez), Brian Geraghty (Brian Eller), Carolyn Hennesy (Rosalyn Harris), Christopher Heyerdahl (Dieter Braun), John Billingsley (Mike Spencer), Tina Majorino (Molly), Jeffrey Nicholas Brown (Corbett Stackhouse), Jenni Blong (Michelle Stackhouse), Christina Moore (Suzanne McKittrick), Chris Butler (Emory Broome), Henri Lubatti (Nigel Beckford), Stephen Monroe Taylor (prigioniero Jimmy).
- Ascolti USA: telespettatori 4.500.000[7]

## L'esecuzione
- Titolo originale: Hopeless
- Diretto da: Dan Attias
- Scritto da: Alan Ball

### Trama
I lupi di Russell attaccano Eric, Bill e Alcide e mentre il vampiro plurimillenario cerca di nutrirsi di Sookie, arriva l'Autorità e lo arresta. Tara lotta con Jessica, ma le due vengono fermate da Pam, la quale, in seguito, si complimenta con Tara. Lafayette visita Ruby Jean in ospedale dopo aver capito che Jesus sta cercando di comunicare con lui. Sam e Luna vengono portati in ospedale, dove il mutaforma spiega a Luna che sua figlia Emma sta bene. Emma, infatti, è andata in cerca di aiuto da sua nonna paterna Martha. Luna accetta che Emma resti con la nonna fino a quando lei e Sam non scoprono l'identità degli aggressori che ce l'hanno con gli esseri soprannaturali. Sookie apprende da Jason come siano morti veramente i loro genitori: uccisi da un vampiro. Sookie allora va al night club delle fate per scoprire di più e salta fuori che è stato il sangue rimasto su un cerotto sul sedile posteriore dell'auto dei suoi genitori ad attirare il vampiro. Sam decide di aiutare Andy con il caso degli gli omicidi di esseri soprannaturali e i due vanno nel negozio di armi che ha venduto i proiettili di legno agli aggressori e scoprono che il proprietario è un complice. Quando quest'ultimo cerca di attaccare Andy, Sam spara un dardo con una balestra e salva lo sceriffo Bellefleur. Terry si precipita a casa e dice ad Arlene che lei e i bambini non sono più al sicuro con lui a causa della maledizione dell'ʿIfrīt. Alcide sfida J.D. per diventare capobranco. Eric visita Nora e si rende conto che potrebbe essere stata lei o Salome ad aver dissotterrato Russell. E quando quest'ultimo viene portato al cospetto di Roman per essere giustiziato con un'iStake, l'applicazione per azionare il paletto non parte e Roman viene ucciso da Russell.
- Guest star: Alfre Woodard (Ruby Jean Reynolds), Dale Dickey (Martha Bozeman), Louis Herthum (JD Carson), Kelly Overton (Rikki), Lindsey Haun (Hadley Hale), Christopher Heyerdahl (Dieter Braun), Peter Mensah (Kibwe Akinjide), Carolyn Hennesy (Rosalyn Harris), Tina Majorino (Molly), Jeffrey Nicholas Brown (Corbett Stackhouse), Jenni Blong (Michelle Stackhouse), Giles Matthey (Claude Crane), Emma Greenwell (Claudia Crane), Camilla Luddington (Claudette Crane), Stephen Monroe Taylor (prigioniero Jimmy), Ted Welch (Joe Bob), Todd Giebenhain (Junior).
- Ascolti USA: telespettatori 4.629.000[8]

## Anarchia
- Titolo originale: In the Beginning
- Diretto da: Michael Ruscio
- Scritto da: Brian Buckner

### Trama
Salome rivela di essersi alleata con Russell dopo averlo liberato dal cemento, confessando che la notte che Bill ed Eric lo seppellirono lei li aveva seguiti. Sookie vuole liberarsi dei suoi poteri di fata e così inizia a lanciare lampi di luce nel suo giardino. Dopo aver litigato con Jessica, Jason corre verso la luce lanciata da Sookie. Sam individua uno degli assassini che avevano sparato a lui e a Luna in ospedale dopo aver sentito il suo odore. Hoyt trova un nuovo gruppo di amici, gli assassini di specie soprannaturali. Alcide si prepara ad affrontare J.D. per diventare capobranco. Tara rompe i legami con la madre e il suo rapporto con Pam migliora sempre di più. Lafayette va in Messico dallo zio di Jesus, Don Bartolo, chiedendo aiuto, ma il vecchio signore lo prende in ostaggio e cerca di ucciderlo. La moglie di Don Bartolo, però, uccide suo marito per prima. Tutti i cancellieri dell'Autorità, compresi Nora, Bill, Eric, Russell e Steve bevono il sangue di Lilith e diventano drogati, ad eccezione del cancelliere Dieter Braun, il quale considera blasfemo tutto ciò che sta accadendo e viene ucciso da Russell. Vanno ad attaccare gli invitati ad una festa privata di matrimonio e iniziano a prosciugarli. Dopo un po' si presenta davanti a loro una visione: Lilith che esce da una pozzanghera di sangue e che ordina di continuare in quel modo. In quel momento anche Godric appare a Eric e gli dice che tutto questo è sbagliato e di salvare Nora.
- Guest star: William Sanderson (Bud Dearborne), Adina Porter (Lettie Mae Daniels), Kevin Alejandro (Jesus Velasquez), Allan Hyde (Godric), John Billingsley (Mike Spencer), Dale Dickey (Martha Bozeman), Kelly Overton (Rikki), Christopher Heyerdahl (Dieter Braun), Carolyn Hennesy (Rosalyn Harris), Peter Mensah (Kibwe Akinjide), Henri Lubatti (Nigel Beckford), Louis Herthum (JD Carson), Tina Majorino (Molly), John Rezig (Kevin Ellis), Tanya Wright (Kenya Jones), Del Zamora (Don Bartolo), Giles Matthey (Claude Crane), Emma Greenwell (Claudia Crane), Ted Welch (Joe Bob), James Jordan (Ray), Johnny Ray Gill (Tyrese), Jennifer Hasty (Sweetie), Jessica Clark (Lilith).
- Ascolti USA: telespettatori 4.463.000[9]

## La nuova fede
- Titolo originale: Somebody That I Used to Know
- Diretto da: Stephen Moyer
- Scritto da: Mark Hudis

### Trama
Luna ancora in ospedale a causa dell'aggressione si trasforma involontariamente in Sam. Nel frattempo Sookie cerca di liberarsi della sua luce di fata, ma viene fermata da Jason che la convince a rivolgersi alle fate per scoprire l'identità del vampiro che ha causato la morte dei loro genitori. Jessica viene rapita dai nuovi amici di Hoyt per essere torturata e poi uccisa. Nonostante i dissapori tra i due, Hoyt l'aiuta a liberarsi dalle catene di argento, ma non può fuggire perché è quasi giorno, così l'ex fidanzato va a cercare aiuto ma si perde. Alla residenza dell'Autorità, Salomè invita Bill a unirsi a lei per un ultimo spuntino prima dell'alba, il quale, dopo un attimo di tentennamento in cui gli torna alla mente sua figlia morente in una notte del 1910, accetta l'invito, mentre Eric cerca di proteggere Nora come gli è stato chiesto da Godric. Arlene e Holly chiedono aiuto a Lafayette per liberare Terry dalla maledizione dell'Ifrit ma durante la finta seduta spiritica la donna uccisa in Iraq si manifesta e, tramite Lafayette, dice che per sciogliere la maledizione uno tra Terry e Patrick deve uccidere l'altro. In una riunione del consiglio, a cui si è unito anche Bill, decidono di distruggere le cinque fabbriche di TruBlood cosicché i vampiri Integrazionalisti dovranno nutrirsi degli esseri umani.
- Guest star: Kevin Alejandro (Jesus Velasquez), Dale Dickey (Martha Bozeman), Kelly Overton (Rikki), Carolyn Hennesy (Rosalyn Harris), Peter Mensah (Kibwe Akinjide), Henri Lubatti (Nigel Beckford), Louis Herthum (JD Carson), John Rezig (Kevin Ellis), Jeffrey Nicholas Brown (Corbett Stackhouse), Jenni Blong (Michelle Stackhouse), Lara Pulver (Claudine Crane), Giles Matthey (Claude Crane), Camilla Luddington (Claudia Crane), Emma Greenwell (Claudia Crane), Ted Welch (Joe Bob), James Jordan (Ray), Johnny Ray Gill (Tyrese), Deborah Puette (Sarah Compton-Harris), Anastasia Ganias (Tracy), Drew Powell (Ryder).
- Ascolti USA: telespettatori 4.596.000[10]
- Varie: L'episodio segna l'esordio alla regia dell'attore Stephen Moyer

## Venti di guerra
- Titolo originale: Everybody Wants to Rule the World
- Diretto da: Dan Attias
- Scritto da: Raelle Tucker

### Trama
L'Autorità procede con il piano di distruggere le fabbriche di TruBlood, ma Eric pianifica una fuga con Bill. Sookie chiede a Lafayette di aiutarla a cercare il fantasma che aveva visto la sera prima nel suo bagno, ma i due non trovano alcuna traccia. In seguito Lafayette parla con lo spirito della nonna di Sookie che dice loro di cercare in una scatola sotto il letto gli indizi sull'omicidio dei genitori di Sookie. Andy e Jason scoprono l'identità dei membri della banda che ha sparato ai vampiri e ai mutaforma: dietro a tutto c'è l'ex-sceriffo di Bon Temps, Bud Dearborne. I due poliziotti, assieme a Sam Merlotte, Luna e Sookie, salvano Hoyt, che era stato catturato dalla banda dopo aver fallito l'assassinio di Jessica, ed uccidono Bud. Alcide, mentre va a Jackson da suo padre, ha dei ricordi sull'iniziazione a lupo mannaro. Arlene viene presa in ostaggio da Patrick, che è intenzionato ad uccidere Terry per liberarsi dalla maledizione dell'Ifrit. Quando arriva Terry, però, Patrick viene ucciso dal compagno, anche se lui chiedeva pietà perché stava per avere un bambino da sua moglie, e l'Ifrit prende il suo corpo, lasciando in pace per sempre la famiglia di Terry e Arlene. Salome copula con Bill e quest'ultimo la morde (il vampiro aveva promesso a Eric di portargli il sangue di Salome per uscire dall'edificio dell'Autorità), ma il vampiro ha delle allucinazioni: prima ha un rapporto sessuale con Sookie e la sta mordendo, poi si presenta Lilith che lo morde. Alla fine Salome è soddisfatta e Bill tiene un po' del suo sangue sul dito. Russell va dal branco di JD e dà loro il suo sangue. In seguito il vampiro plurimillenario regala a Steve il suo primo animale domestico: Emma, in forma di lupo. Martha e JD supplicano Russel di lasciarla libera, ma il vampiro chiede al capobranco se pensava che il suo sangue fosse gratis e lascia l'edificio con Steve ed Emma. Eric persuade Nora a seguirlo fino alla hall dell'Autorità, dove le fa perdere i sensi. Una volta spente le telecamere, Eric usa il sangue di Nora per aprire l'ascensore e fuggire. In quel momento arriva anche Bill, che non si unisce a loro, ma resta a guardare mentre Salome e le guardie dell'Autorità spuntano fuori dall'ascensore arrestano i fuggitivi. Eric si arrabbia con Bill per il tradimento subito.
- Guest star: William Sanderson (Bud Dearborne), Robert Patrick (Jackson Herveaux), Dale Dickey (Martha Bozeman), Louis Herthum (JD Carson), Tina Majorino (Molly), John Rezig (Kevin Ellis), Tanya Wright (Kenya Jones), Jessica Clark (Lilith), Giles Matthey (Claude Crane), Camilla Luddington (Claudia Crane), Ted Welch (Joe Bob), Jennifer Hasty (Sweety), James Jordan (Ray), Johnny Ray Gill (Tyrese), Keram Malicki-Sanchez (Elijah), Anna Khaja (Zaafira).
- Ascolti USA: telespettatori 4.498.000[11]

## Dimentica
- Titolo originale: Gone, Gone, Gone
- Diretto da: Scott Winant
- Scritto da: Alexander Woo

### Trama
Sookie e Jason trovano una pergamena misteriosa sotto il pavimento della camera da letto, ma non riescono a leggerla poiché è scritta in una delle lingue delle fate. I due fratelli allora vanno al rifugio delle fate di Bon Temps e con l'aiuto di Maurella scoprono che il documento è un contratto tra John William Stackhouse e il vampiro Warlow riasalente al 1702. Nel contratto Stackhouse concede a Warlow il suo primo erede femmina portatore di sangue di fata che si scopre essere Sookie. Hoyt incontra Jessica e Jason per salutarli e dire loro della sua imminente partenza per l'Alaska. Prima di lasciarli, però, chiede a Jessica di ammaliarlo affinché dimentichi di aver conosciuto sia lei che Jason. Nel frattempo, all'Autorità, Nora e Bill convincono Eric a credere in Lilith e Bill chiama Jessica alla residenza dell'Autorità. Sam e Luna continuano le ricerche di Emma e riescono a raggiungere l'Autorità intrufolandosi in forma di topi nella borsa di Steve Newlin. Russell lascia l'Autorità con Steve per cercare le fate. Il vampiro è determinato a trovare Sookie per camminare nuovamente alla luce del Sole. Intanto al Fangtasia Tara, con l'aiuto di Ginger, uccide lo sceriffo Elijah.
- Guest star: Dale Raoul (Maxine Fortenberry), Allan Hyde (Godric), John Billingsley (Mike Spencer), Tara Buck (Ginger), Carolyn Hennesy (Rosalyn Harris), Peter Mensah (Kibwe Akinjide), Giles Matthey (Claude Crane), Camilla Luddington (Claudette Crane), Tina Majorino (Molly), Jessica Clark (Lilith), Kristina Anapau (Maurella), John Prosky (David Finch), Keram Malicki-Sanchez (Elijah), David Dean Bottrell (Professor Kannell).
- Ascolti USA: telespettatori 4.491.000[12]

## Caccia alle fate
- Titolo originale: Sunset
- Diretto da: Lesli Linka Glatter
- Scritto da: Angela Robinson

### Trama
Bill è in pieno fervore religioso e quando Jessica gli chiede, usando una scusa sul voler trasformare Jason in vampiro, se può tornare a Bon Temps, il vampiro la obbliga a trasformare proprio Jason in vampiro e la fa accompagnare da due guardie nella cittadina. Jason, però, riesce ad uccidere le guardie e ad impedire la trasformazione. Il poliziotto viene avvisato da Jessica che Sookie è ricercata da Russell e Steve. Allora, Jason va da Sookie e Jessica va a nascondersi al Fangstasia da Pam. Il generale Cavanaugh, in possesso di un video schiacciante di Russell e Steve che smembrano 22 umani, offre un ultimatum all'Autorità, ma Eric lo uccide incautamente. Approfittando dell'accaduto, Eric e Nora si propongono per una campagna di ammaliamento per far scomparire il video di Russell e Steve, lasciano l'Autorità con due guardie e ad un incrocio si sbarazzano delle guardie e scappano. La cancelliera Rosalyn va al Fangstasia per scoprire come è morta la sua progenie, lo sceriffo Elijah Stormer, e mentre dice a Tara che riesce a sentire l'odore del sangue dello sceriffo sui suoi vestiti, Pam confessa di essere stata lei a compiere l'omicidio e viene arrestata. Rosalyn scopre anche che Jessica si nasconde al Fangtasia, così la porta, assieme a Pam, all'Autorità. Claude e Maurella organizzano un incontro tra Sookie e la fata più anziana di Bon Temps affinché venga scoperto di più sul contratto tra John Stackhause e il vampiro Warlow. Alcide recinta con l'argento la roulotte di suo padre per proteggersi dai vampiri neonati e in seguito va ad aiutare alcune famiglie di lupi mannari ad uccidere i gruppi di vampiri. Bill trova il cancelliere Kibwe Akinjide nel santuario intento a lodare il sangue di Lilith. Kibwe dice a Bill di essere stato scelto da Lilith per guidare l'Autorità, ma Bill, dopo aver detto che Lilith ha scelto lui, lo uccide. Quando Jessica arriva all'Autorità, il suo creatore l'affronta chiedendole come ha osato disobbedire al prescelto di Lilith. Sam e Luna si aggirano per l'Autorità, ma dopo un po' vengono catturati e messi in gabbia, dove trovano anche Emma. Quando viene richiesta la colazione di Bill, Sam si offre volontario e viene portato al cospetto del cancelliere. Intanto a Bon Temps, Russell e Steve trovano il rifugio delle fate. La fata anziana cerca di colpire il vampiro plurimillenario, ma colpisce Jason e poi viene prosciugata da Russell. La morte della fata anziana espone il rifugio delle fate alla visibilità e Russell inizia a correre verso di esso.
- Guest star: Robert Patrick (Jackson Herveaux), Peter Mensah (Kibwe Akinjide), Carolyn Hennesy (Rosalyn Harris), Jessica Clark (Lilith), Phil Reeves (Generale Cavanaugh), Erica Gimpel (fata Anziana), Kristina Anapau (Maurella), Matt Bushell (Gondry), Helen Sadler (Claudija Crane), Robert Rollins (Rick Cramer), Giles Matthey (Claude Crane), Camilla Luddington (Claudette Crane), Brianna Brown (Leda).
- Ascolti USA: telespettatori 4.926.000[13]

## Fino all'ultima goccia
- Titolo originale: Save Yourself
- Diretto da: Michael Lehmann
- Scritto da: Alan Ball

### Trama
Russell Edgington sta avanzando verso le fate, che iniziano a sparare lampi di luce. Mentre il vampiro viene invaso dai lampi, che non gli provocano praticamente alcun dolore, arriva Eric che lo sorprende e lo uccide con un paletto. Assieme ad Eric arriva anche Nora, che vorrebbe nutrirsi di Sookie, ma suo fratello le spiega che la fata gli ha salvato la vita in varie occasioni. Jason si riprende dal colpo di luce della fata anziana ed inizia a vedere i fantasmi dei suoi genitori. Eric, Nora e Tara convincono Sookie e Jason a venire con loro all'Autorità per uccidere tutti i consiglieri e recuperare Bill. Nel frattempo, all'Autorità, Luna si trasforma in Steve Newlin per salvare Emma, ma viene sottoposta ad un annuncio pubblico in televisione. Durante l'annuncio ritorna ad essere se stessa e la cancelliera Rosalyn Harris rimane sconvolta. Sam, in forma di mosca, entra nel corpo della cancelliera attraverso la bocca e si trasforma in sé stesso uccidendola. Dopodiché fugge con Luna ed Emma. A Bon Temps, Andy dice a Holly di aver frequentato la fata Maurella e di averla ingravidata. In quel momento arriva proprio Maurella e dice che le si è rotta la luce. Con l'aiuto di Holly, la fata partorisce quattro fate e poi se ne va lasciando ad Andy il compito di crescerlere. Alcide beve un po' di sangue di vampiro datogli da suo padre ed uccide JD, diventando il nuovo capobranco. Il lupo mannaro dice a tutti i membri che se berranno anche solo un'altra goccia di V verranno cacciati dal branco, altrimenti dovranno vedersela con lui. Alla fine, Sookie, Eric, Nora, Tara e Jason riescono ad infiltrarsi nel complesso dell'Autorità e ad uccidere tutte le guardie. Recuperate Jessica e Pam, il gruppo si divide: Nora, Pam, Tara, Jessica e Jason escono all'esterno per affrontare le altre guardie, mentre Sookie ed Eric vanno in cerca di Bill. Quest'ultimo si trova con Salome e sta assecondando la vampira affinché beva il sangue di Lilith. Salome beve tutto quanto il sangue, ma dopo un po' si sente male. Bill le spiega di aver sostituito il sangue di Lilith con del comune sangue di vampiro mescolato ad argento e di essersi tenuto per sé il vero sangue di Lilith. Salome è a terra indebolita e Bill la uccide. Mentre Bill inizia ad aprire la boccetta contenente il vero sangue di Lilith, arrivano Sookie ed Eric che cercano di persuaderlo a non berlo. Bill li ignora e beve tutto il sangue. Dopo alcuni secondi inizia a sanguinare e poi esplode lasciando una pozza di sangue. Sookie inizia a piangere per la morte del vampiro ma Eric si accorge che dalla pozza di sangue sta sorgendo un Bill più potente di prima che inizia a gridare. Eric urla a Sookie di scappare e poi la segue.
- Note: Dopo i titoli di coda dell'episodio è presente una scena extra della durata di circa 2 minuti ambientata all'intero dell'ascensore dell'Autorità, che mostra quello che accade agli altri personaggi mentre Sookie ed Eric sono con Bill. La clip è stata resa disponibile a tutti gli spettatori che hanno visto l'episodio attraverso l'applicazione HBO GO su iPad e iPhone, solo successivamente è stata diffusa su YouTube.[14]
- Guest star: Robert Patrick (Jackson Herveaux), Carolyn Hennesy (Rosalyn Harris), Kristina Anapau (Maurella), Kelly Overton (Rikki), Patricia Bethune (Jane Bodehouse), Dale Dickey (Martha Bozeman), Louis Herthum (JD Carson), Giles Matthey (Claude Crane), Camilla Luddington (Claudette Crane), Jeffrey Nicholas Brown (Corbett Stackhouse), Jenni Blong (Michelle Stackhouse), Brianna Brown (Leda).
- Ascolti USA: telespettatori 5.049.000[15]